# Віктор фон Данкль
Віктор Карл Данкль (нім. Viktor Karl Dankl), з 17 серпня 1917 року — барон Віктор фон Данкль (нім. Viktor Freiherr von Dankl), з весни 1918 року — граф  Віктор Юліус Фердинанд Данкль фон Красник (нім. Viktor Julius Ferdinand Graf Dankl von Kraśnik; нар. 18 вересня 1854, Удіне — пом. 8 січня 1941, Інсбрук) — австро-угорський воєначальник, генерал-полковник австро-угорської армії, граф. Учасник Першої світової війни.

## Біографія
Віктор Данкль народився в тодішньому Імперському австрійському королівстві Ломбардія-Венеція (існувала до 1866 року). Його батько був капітаном армії з сусідньої Венеції. Середню освіту отримав у Герці (нині Горіція), куди його родина переїхала після виходу батька на пенсію, а потім у Трієсті. Обидві школи були німецькими гімназіями. У 1869 році, у віці чотирнадцяти років, він поступив на навчання до кадетського інституту в Санкт-Пельтені, Нижня Австрія. З 1870 по 1874 рік він навчався у Терезіанській військовій академії у Вінер-Нойштадті, також у Нижній Австрії.
Після закінчення академії Данкль був направлений лейтенантом для проходження служби в 3-й драгунський полк в Енсі. 1 грудня 1880 року після закінчення Військової школи у Відні став офіцером генерального штабу 8-ї кавалерійської бригади в Празі. Протягом наступних двох десятиліть він просувався по службі, перебуваючи на командних та штабних офіцерських посадах. У 1883 році його перевели до штабу 32-ї піхотної дивізії в Будапешті. 1896 року Віктор Данкль у чині оберстлейтенанта Богемського уланського полку «Олександр II. Імператор Російський» № 11, став начальником штабу XIII армійського корпусу в Аграмі.
У 1899 році призначений головою центрального офісу генерального штабу Австро-Угорщини. 16 травня 1903 року йому було присвоєно звання генерал-майора з призначенням командиром 66-ї піхотної бригади в Комаром. З 1905 по 1907 рік Данкль командував 16-ю піхотною бригадою у Трієсті. Згодом Данкль призначений командиром 36-ї дивізії у Загребі з одночасним отриманням звання фельдмаршал-лейтенанта. 1912 року його перевели до Інсбрука, де він став командиром 14-го корпусу австро-угорської армії, зоною відповідальності якого були Північний, Південний і Вельштіроль. 29 жовтня Віктор Данкль підвищений у званні в генерали кінноти.

### Перша світова війна
На початку війни влітку 1914 року Данкль став командувачем 1-ї австро-угорської армії, що складалася з I, V і X армійських корпусів. На початок серпня 1-ша армія разом із 4-ю армією генерала від інфантерії Моріца фон Ауффенберга становила північно-західний фланг австрійських військ начальника Генерального штабу Австро-Угорщини Франца Конрада фон Гецендорфа, який розпочав наступ на царські війська в російській Польщі та на Галичині. 22 серпня, після переправи через річку Сян, армія Данкля біля міста Красник вступила у бій з військами російської імператорської 4-ї армії генерала Зальца А. Є.. Наступна битва біля Красника завершилася через три дні перемогою Данкля, а 4-та російська армія відступила до міста Люблін на території Російської імперії. Генерал Данкль переслідував своїх супротивників після битви. 1-ша армія Данкля атакувала під час битви на Віслі 23 жовтня V корпусом на правому фланзі та I корпусом на лівому крилі по лінії Радом — Івангород, але зазнала невдачі через сильний опір росіян. 27 жовтня 1-ша австро-угорська армія змушена була відступити, відхід якої через Радом назад до Островця прикривала кавалерія генерала Леопольда фон Гауера. 31 жовтня Данкль зупинив свій відступ під Опатівкою, а потім, до весни 1915 року, очолював оборонний фронт на північ від Кракова. За перемогу під Красником, першу для Австро-Угорщини у війні, 17 серпня 1917 року Віктор Данкль буде нагороджений Командорським хрестом Військового ордена Марії Терезії. Після битви генерал зажив чимало слави та популярності, став чимось на кшталт національного героя, поки його колись висхідна зірка не була заплямована невдачами пізніше під час війни.
Весною 1915 року генерал Віктор Данкль очолив свій третій і останній наступ 1-ї армії. Горлицько-Тарнувська наступальна операція в травні 1915 р. мала ранній успіх, і армія Данкля знову просунулася вперед. Однак його новий успіх був перерваний поразкою в битві під Опатовом, унаслідок чого подальші наступи австрійських військ припинилися.
23 травня 1915 року Італія оголосила війну Австро-Угорщині, і Данкля незабаром перенаправили на новий фронт на південному заході Австро-Угорщини. Він буде призначений головнокомандувачем обороною Тіролю, його штаб розмістився в Больцано. Як і більша частина австро-угорської армії під час війни, сили під його командуванням були погано забезпечені та мали гірше обладнання. Водночас, попри тому, що австрійці поступалися італійцям на цій ділянці фронту, до кінця 1915 року і на початку 1916 року Данкл зміг утримати свої оборонні рубежі, зупинивши численні спроби італійської арії прорватися до Австро-Угорщини. Це виграло важливий час для зміцнення фронту. Його сили змогли подолати свої недоліки завдяки своєму часто переважаючому керівництву та досвіду.
У березні 1916 року Красник очолив 11-ту армію і 1 травня отримав звання генерал-полковника. Пізніше того ж місяця він взяв участь у наступі біля Асіаго, плані, розробленому Францем Конрадом фон Гецендорфом, архітектором наступу Австро-Угорщини в Галичині 1914 року. Красник і 11-та армія отримали важливе завдання здійснити прорив італійської оборони, плодами якого мали скористатися формування 3-ї армії. Атака почалася 15 травня і спочатку просування військ фон Данкля було доволі успішним. Йому вдалося подолати першу та другу італійські оборонні лінії та просунутися на південь від Роверето до долини Позіно. 20 травня цей прорив зупинився через нездатність артилерії подолати підступні засніжені гірські дороги. Лише в червні австро-угорці змогли відновити широкомасштабний наступ, але до цього часу італійці змогли перегрупуватися, в той час, як частину австро-угорських сил перекинули на Східний фронт. Як наслідок, ситуація зайшла в глухий кут. Красник знову здобув вражаючий прогрес, але він виявився недовговічним. Через провал цієї наступальної операції роль Віктора фон Данкля, як талановитого воєначальника занепала, і до кінця війни генерал залишався в тіні подій.
Данкля критикували як командування групи армій (ерцгерцог Ойген), так і верховне командування Австро-Угорщини (Конрад). Він проігнорував наказ ерцгерцога Ойгена наступати швидшими темпами, не зважаючи на відсутність артилерії. Наскільки повільний і стабільний стиль управління фон Данкля сприяв зупинці наступу на Асіаго, залишається дискусійним питанням. Але, звинувачення та скарги в поєднанні з реальними проблемами зі здоров'ям змусили генерала подати рапорт про відставку. 17 червня 1916 року він був відсторонений від командування армією. Начальник штабу його 11-ї армії генерал-майор Піхлер також був звільнений з посади.
17 серпня 1917 року Данкля було нагороджено командорським хрестом Військового ордена Марії Терезії на знак визнання його заслуг у битві під Красником. Відповідно до статуту цього ордена, Данкль став бароном у дворянстві своєї країни і з часу мав титул «барон фон Данкль». У 1918 році імператор Карл I підвищив його до графа та надав йому територіальний титул «Красник», після чого він отримав прізвище «граф Данкль фон Красник». Це робить Данкля рідкісним прикладом людини в Австрії, яка народилася простолюдином, але досягла титулу графа. У 1925 році він був призначений канцлером Військового ордена Марії Терезії як наступник Конрада.
Віктор фон Данкль був рішучим противником аншлюсу, до кінця виступаючи за імперську Австрію під керівництвом Габсбургів замість нацистського німецького рейху під керівництвом Гітлера. Критикував тоталітаризм, фашизм, антисемітизм та Другу світову війну. До моменту смерті його сприймали як абсолютний анахронізм, який не відповідає новій епосі Великого німецького рейху. 8 січня 1941 року Віктор Данкл помер на 86-му році життя. Його дружина померла лише три дні тому. Він був похований на церковному цвинтарі базиліки Вільтен в Інсбруку. Через його добре відому антинацистську позицію Вермахту було наказано не вшановувати Данкла жодними військовими церемоніями.

## Звання
- Лейтенант (1874)
- Оберлейтенант (1879)
- Гауптман 1-го класу (1884)
- Майор (1891)
- Оберстлейтенант (1894)
- Оберст (1897)
- Генерал-майор (1903)
- Фельдмаршал-лейтенант (1907)
- Генерал кавалерії (1912)
- Генерал-полковник (1916)

## Нагороди
- Ювілейна пам'ятна медаль 1898
- Ювілейний хрест

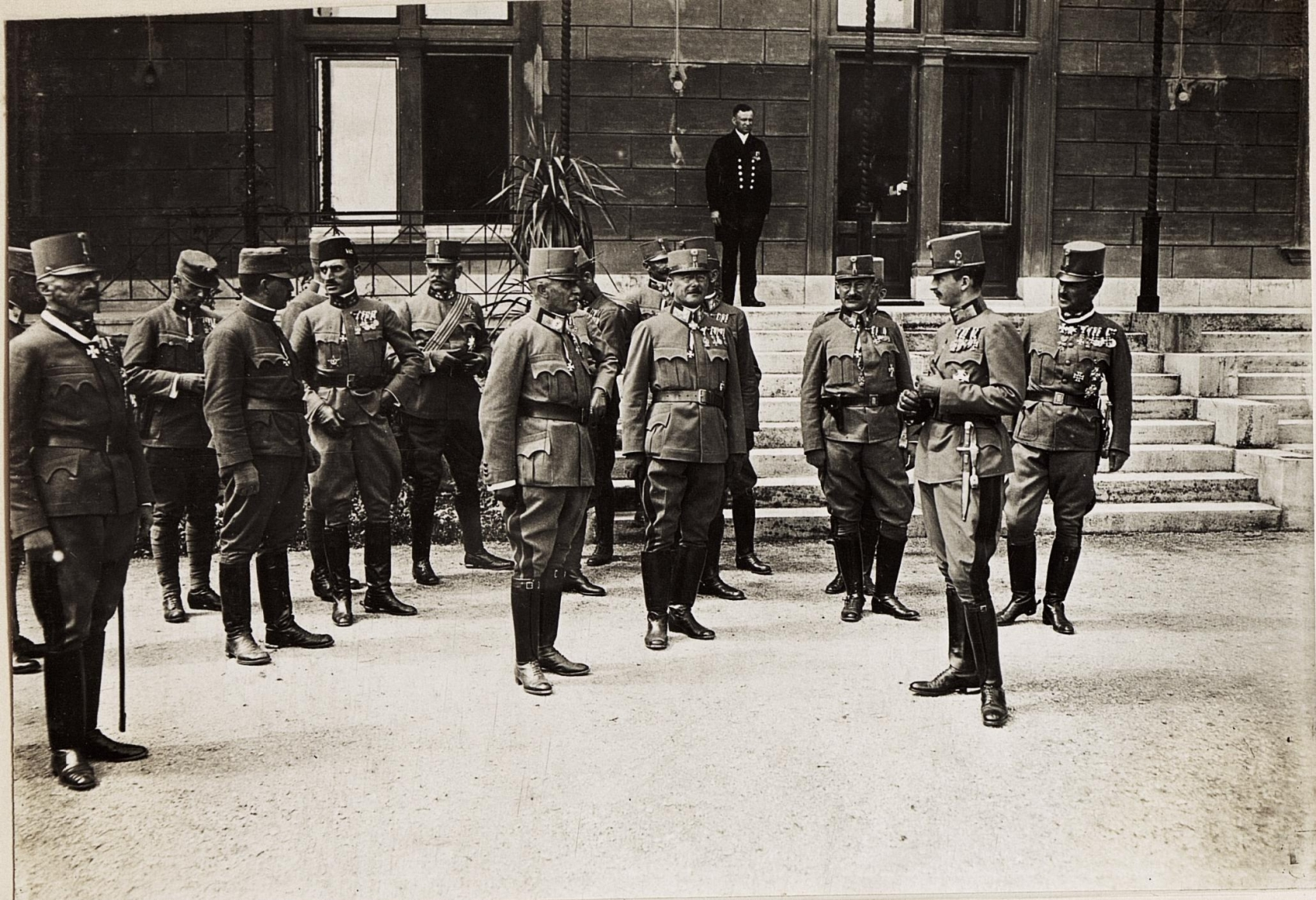
Генерал-полковник Данкль (крайній ліворуч) з командорським хрестом ордена Марії-Терезії відразу після вручення (вілла Вартгольц, 17 серпня 1917).

- Хрест «За вислугу років» (Австрія) 2-го класу (40 років)
- Медаль «За військові заслуги» (Австро-Угорщина)
- Залізний хрест 2-го і 1-го класу
- Хрест «За військові заслуги» (Австро-Угорщина) 1-го класу з військовою відзнакою
- Орден Леопольда (Австрія), великий хрест з військовою відзнакою
- Почесний знак Австрійського Червоного Хреста, зірка з військовою відзнакою
- Маріанський хрест
- Військовий орден Марії Терезії, командорський хрест (17 серпня 1917)
- Почесний доктор філософії Інсбруцького університету
- Пам'ятна військова медаль (Австрія) з мечами
- Почесний хрест ветерана війни з мечами